# La Petite (chanson)
Pour les articles homonymes, voir La Petite.
Singles de France Gall en duo avec Maurice Biraud
Celui que j'aime
(1967) Polichinelle
(1967)
La Petite est une chanson de France Gall en duo avec Maurice Biraud. Elle est initialement parue en 1967 en EP et ensuite en 1968 sur l'album de France Gall 1968,.

## Développement et composition
La chanson a été écrite par Robert Gall, Guy Magenta et Mya Simille. L'enregistrement a été produit par Denis Bourgeois.

## Liste des pistes
EP 7" 45 tours (1967, Philips 437.317 BE, France)
A1. France Gall & Maurice Biraud — La Petite (2:37)
A2. France Gall — Polichinelle (2:28)
B1. France Gall — Néfertiti (2:20)
B2. France Gall — Les Yeux bleus (2:33)
Single 7" 45 tours (1967, Decca 25293)
A1. France Gall & Maurice Biraud — La Petite (2:37)
A2. France Gall — Polichinelle (2:28)

## Classements
La Petite / Polichinelle,
| Classement (1967)                       | Meilleure position |
| --------------------------------------- | ------------------ |
| Belgique (Wallonie Ultratop 50 Singles) | 48                 |